# Wyoming Highway 112
Der Wyoming Highway 112 (kurz: WYO 112) ist eine 47,48 km lange State Route im US-Bundesstaat Wyoming. Sie verläuft von der Kreuzung mit dem Wyoming Highway 24 in Hulett bis zur Grenze zum Bundesstaat Montana und befindet sich vollständig im Crook County.

## Streckenverlauf
Der Wyoming Highway 112 beginnt an der Kreuzung mit dem Wyoming Highway 24 unmittelbar südlich der Innenstadt von Hulett und verläuft von dort zunächst in nördlicher, später in nordöstlicher Richtung für rund 47,5 km durch unbesiedeltes Gebiet bis zur Grenze zum US-Bundesstaat Montana. Die Straße verläuft mit Erreichen der Grenze weiter als Montana Secondary Highway 326 bis nach Alzada im Carter County, wo sie auf den U.S. Highway 212 trifft.

## Belege
1. ↑  AARoads: Wyoming State Route Log: 100 through 199. Abgerufen am 16. Februar 2024 (amerikanisches Englisch).